# Pretty in Pink
Pretty in Pink (bra: A Garota de Rosa-Shocking; prt: Pretty in Pink) é um filme norte-americano de 1986, do gênero comédia romântica, voltado para adolescentes, porém muitas passagens abordam temas adultos, como o desemprego e o alcoolismo. É também um retrato das diferenças sociais nos Estados Unidos.
Foi um dos filmes de Hughes protagonizado pela atriz Molly Ringwald, e frequentemente associado como um filme do Brat Pack. O filme foi dirigido por Howard Deutch, produzido por Lauren Shuler Donner e roteirizado por John Hughes, que também foi produtor executivo. Tornou-se um clássico cult entre o público.
A trilha sonora do filme foi escolhida uma das mais marcartes do cinema moderno. A canção "If You Leave" do grupo Orchestral Manoeuvres in the Dark, executada de forma proeminente durante a emotiva cena final, se tornou um grande sucesso internacional e alcançou a posição #4 na Billboard Hot 100 em maio de 1986.

## Sinopse
A estudante Andie Walsh (Molly Ringwald) é uma garota pobre que tem uma queda por um garoto rico, um dos preppys em sua escola, Blane McDonough (Andrew McCarthy). Quando Andie e Blane tentar ficar juntos, eles encontram a resistência de seus respectivos círculos sociais.
Andie vive "do lado oposto dos trilhos" com seu pai subempregado, Jack (Harry Dean Stanton). O melhor amigo de Andie, Phil "Duckie" Dale (Jon Cryer), é apaixonado por ela, e devota sua vida à Andie. Na escola, os dois são perseguidos pelos amigos de Blane, os arrogantes chamados "riquinhos", Benny (Kate Vernon) e Steff (James Spader).
Andie trabalha na TRAX, uma loja de música New Wave, gerida por sua velha amiga e mentora Iona (Annie Potts). Iona aconselha Andie a ir ao seu baile de formatura, apesar de não ter um par.
Blane faz um movimento, conversando com ela no laboratório de informática, e Andie está ferida. Blane vai a área da escola onde os punks, metaleiros e New Waves saírem e convida Andie para o baile.
Na noite do baile, Andie aguarda Blane no TRAX, mas ele se atrasa. Quando Blane finalmente chega, Duckie e Andie discutem. Duckie tenta convencê-la de que Blane só vai machucá-la. Depois de algumas palavras duras, Duckie sai nervoso, e Andie vai ao baile.
Blane então vai para uma festa que Steff está fazendo, mas a festa não é o que Blane esperava, e Andie é humilhada por todos, inclusive por um bêbado Steff e Benny. Andie, por sua vez, vai ao clube local, onde eles veem Iona sentada com Duckie, que nunca fica dentro. Duckie é hostil com Blane, e como ele e Andie começam a sair do clube, Duckie beija uma assustada Iona para fazer Andie sentir ciúmes.
Blane se oferece para levar Andie em casa, mas ela recusa, admitindo que ela não quer que ele saiba onde ela mora. Ela finalmente permita deixá-lo ir, e ele a convida para o baile. Andie aceita e eles dão seu primeiro beijo.
Em casa, Jack a surpreende com um vestido rosa que ele comprou para ela no brechó. Questionando como ele foi capaz de pagá-lo, Andie descobre que ele fingia trabalhar em tempo integral. Os dois lutam até que Jack fica cabisbaixo, revelando que ele ainda é amargo e deprimido por sua esposa tê-lo deixado.
Enquanto isso, Blane, pressionado por Steff, começa a se distanciar de Andy. Finalmente, Andie confronta para evitá-lo na escola e não retornar suas ligações. Blane, em seguida, afirma que ele já tinha convidado alguém para o baile, mas tinha esquecido, e Andie o chama de "imundo, e não bom mentiroso". Ela, então, o acusa de ter vergonha dela, porque seu amigo não aprovaria. Ela foge, enquanto protestos Blane grita e diz que não tem nada a ver com ela ser pobre. Com umas folhas de Blane, Steff novamente critica Andie. Duckie ouve isso e ataca Steff no corredor. Os dois lutam antes dos professores separá-los e Duckie foge, derrubando um banner do baile no chão.
Andie encontra Iona se preparando para um encontro. Iona já está pensando em casamento. A felicidade de Iona inspira Andie. Ela decide participar do baile de formatura, para "mostrar-lhes que não se infringiu". Usando tanto o vestido do baile de Iona e o vestido brechó que seu pai comprou, ela faz um novo vestido rosa para vestir no baile.
Quando ela chega ao baile de formatura, fica com dúvidas de como enfrentar a multidão sozinha. Assim quase desistindo, ela vê Duckie. Eles andam de mão dada no salão. Quando Steff começa a zombar do casal, Blane finalmente percebe que Steff provoca Andie porque ela o rejeitou, algo que ele não estava acostumado. Blane confronta Steff, e se aproxima de Andie e Duckie. Ele aperta a mão de Duckie e diz a Andie que sempre acreditou nela, mas simplesmente não acreditava em si mesmo. Duckie admite que Blane não é como os outros garotos ricos da escola e diz Andy para ir atrás dele. Andie alcança Blane e Duckie encontra uma garota sorrindo para ele, dizendo-lhe para vir.
Fora do baile, Andie encontra Blane no estacionamento, e eles se beijam apaixonadamente na frente de seu carro.

## Elenco
- Molly Ringwald .... Andie Walsh, uma estudante pobre do colegial
- Harry Dean Stanton .... Jack Walsh, pai de Andie
- Jon Cryer .... Philip F. "Duckie" Dale, tem um amor não correspondido por Andie
- Annie Potts .... Iona, gerente da loja de discos TRAX
- James Spader .... Steff McKee
- Andrew McCarthy .... Blane McDonough, um garoto rico preppy, e objeto das afeições de Andie
- Kate Vernon .... Benny Hanson
- Andrew Dice Clay .... Fanfarrão na CATS
- Kristy Swanson .... Duckette
- Alexa Kenin .... Jenna
- Dweezil Zappa .... Simon
- Gina Gershon .... Trombley / Professora de Ginástica

## Produção
John Hughes escreveu o roteiro no início de 1985. As filmagens ocorreram entre 22 de junho de 1985 e 12 de outubro de 1985.

### Escolha do elenco
Anthony Michael Hall foi originalmente escalado para o papel de Phil "Duckie" Dale, mas recusou, temendo ser estereotipado como um "nerd". John Hughes pensou em colocar Robert Downey Jr. para o papel de Duckie. Jon Cryer finalmente foi escalado para o papel.
O papel de Andie foi escrito com Ringwald em mente. Quando perguntado em primeiro lugar, Ringwald estava relutante, mas depois de ver como era difícil para os produtores de encontrar um substituto para ela, ela decidiu que só ela poderia interpretar Andie no filme. Hughes estava muito feliz e sabia que o filme não seria o mesmo, a menos que Ringwald interpretasse a personagem principal.
Anjelica Huston foi originalmente escalada para o papel de Iona, porém recusou por estar envolvida em outro projeto. Annie Potts foi escolhida após Hughes vê-la em Ghostbusters.

## Final alternativo
Originalmente, o filme mostraria Andie e Duckie terminando juntos no final; porém, a exibição teste foi desaprovada, e o final entre Andie/Blane foi produzido como alternativa. O grupo Orchestral Manoeuvres in the Dark havia selecionado a canção "Goddess of Love" do álbum "Pacific Age" para o final original. Com apenas dois dias antes de sair em turnê, O.M.D. escreveu "If You Leave" em menos de 24 horas do novo final entre Andie/Blane.

### Romance
O filme foi adaptado para um romance, escrito por H. B. Gilmour e Randi Reisfield e lançado em 1986. Foi publicado pela Bantam Books (ISBN 0-553-25944-X. ISBN 978-0553259445). O livro foi escrito antes da cena final ser mudada, por isso há o final original, em que Andie pega Duckie ou Blaine.

## Lançamento
O filme arrecadou US$ 6.065.870 durante sua semana de estreia e US$ 40.471.663 durante sua exibição nos cinemas. Foi o 22º  filme de maior arrecadação em 1986.

### Recepção da crítica
O filme foi um sucesso comercial e de crítica. O site de resenhas Rotten Tomatoes deu ao filme uma pontuação de 81% baseado em opniões de 32 críticos.

### Legado
O elenco principal de Pretty in Pink foi destaque em 15 de outubro de 2010, numa publicação do Entertainment Weekly, que se centrava em torno de reuniões de elenco para filmes e programas de televisão marcantes.
O filme foi também influência na cultura popular nos últimos anos, tais como:
- No quarto episódio da série Psych, "Thrill Seekers and Hell Raisers", Shawn (James Roday) afirma que ele e Gus (Dule Hill) são "como Andie e Duckie." Também, no terceiro episódio, "Murder? … Anyone? … Anyone? … Bueller?," Shawn identifica uma vítima de assassinato, relacionando a situação da vítima a Duckie. Há também, no episódio "Dual Spires", uma paródia da série Twin Peaks, Shawn descobre um relacionamento secreto entre a vítima e o futuro líder da cidade de Dual Spires, Randy Jackson. Randy aceitaria o título de líder hereditariamente, por isso ele foi proibido de namorar alguém que gostaria de levá-lo para longe da cidade. Shawn comenta: "eu entendo. É Pretty in Pink. Você é Andrew McCarthy." O Randy socialmente analfabeto sem pestanejar pergunta quem Andrew McCarthy é. Shawn admite que é "justo" que Randy não saiba quem é o ator. Na verdade, toda a cidade é retratada como socialmente sem noção (Randy admite mais tarde na cena que a única série de televisão ou filme que a cidade já assistiu é Everwood.)
- Na série Veronica Mars, na primeira temporada, no episódio 15 Ruskie Business, Meg Manning ( Alona Tal) vai ao baile com um vestido igual ao de Andie.
- De acordo com o criador da série Glee Ryan Murphy, o personagem Blaine Anderson foi nomeado depois de Blane  em Pretty in Pink.
- No terceiro episódio da terceira temporada da série Dawson's Creek 'To Green, With Love', Pacey Witter (Joshua Jackson) expressa seu amor por Joey Potter (Katie Holmes) para Jen Lindley (Michelle Williams), igualando sua situação a de Ducky:

"Pacey: Bem, eu tenho-o em boa autoridade que minhas cantadas ásperas realmente não registram em seu paladar romântico rarefeito. Quero dizer, vamos enfrentá-lo, eu tenho Ducky escrito em cima de mim.
Jen: Ducky?
Pacey: Sim. Ducky, o melhor amigo de Molly Ringwald de Pretty in Pink. O cara que definitivamente não fica com a garota.
Jen: Sim, mas ele faz com que a garota se sinta bem sobre si mesma. Ele não ... ele está perto dela através de inúmeras emergências de estilo, ele mesmo se humilha por sincronização labial em um lugar público e a leva para o baile.
Pacey: Onde ela prontamente ficou neurastênica por outro cara."

## Trilha sonora
Tal como nos filmes anteriores de John Hughes, Pretty in Pink contou com uma trilha sonora composta principalmente de new wave. Enquanto o diretor Howard Deutch originalmente previa que o filme conteria música-tema, Hughes influenciou a decisão de Deutch em usar a música pós-punk ao longo do filme. O título da canção pelo grupo The Psychedelic Furs agiu como um pouco de inspiração para o filme e foi regravada especialmente para a abertura de sequência do filme em uma versão que era menos crua do que o original, lançado em 1981 para o álbum Talk Talk Talk. "Left of Center" foi também regravada. A primeira faixa, "If You Leave", pelo grupo Orchestral Manoeuvres in the Dark, foi escrita em 1985 e antecipada especificamente para o filme. Em adição à sua canção "Shellshock", o grupo New Order também teve "Thieves Like Us" no formato instrumental e "Elegia" tocam no filme mas não na trilha sonora. O grupo The Rave-Ups, que não aparece tocando no filme "Positively Lost Me" and "Rave-Up/Shut-Up"  do seu álbum Town and Country, não tem canções na trilha sonora. A canção "Wouldn't It Be Good" de Nik Kershaw é tocada como uma regravação feita pelo ex-Three Dog Night Danny Hutton e sua banda Hitters.
O filme também inclui a canção "Try a Little Tenderness" de Otis Redding, na cena que o personagem "Duckie" do ator Jon Cryer sincroniza os lábios no filme, "Cherish" do grupo The Association, e "Rudy" do programa Talk Back. Estas três faixas não aparecem na trilha sonora oficial, devido a restrições de licenciamento.
O álbum foi listado entre "As Melhores Trilhas Sonoras de Filmes: As 15 Coletâneas de Músicas de Filmes Que Vão Mudar Sua Vida" pelo The Huffington Post, e "As 25 Maiores Trilhas Sonoras de Todos os Tempos" pela revista Rolling Stone. O site de música Allmusic classificou o filme com quatro estrelas de cinco.

## Faixas
| N.º | Título                                           | Compositor(es)                                                                   | Artista(s)                        | Duração |  |
| 1.  | "If You Leave"                                   | Andy McCluskey, Paul Humphreys, Martin Cooper                                    | Orchestral Manoeuvres in the Dark | 4:25    |  |
| 2.  | "Left of Center"                                 | Vega                                                                             | Suzanne Vega com Joe Jackson      | 3:33    |  |
| 3.  | "Get to Know Ya"                                 | Johnson                                                                          | Jesse Johnson                     | 3:34    |  |
| 4.  | "Do Wot You Do"                                  | Andrew Farriss, Michael Hutchence                                                | INXS                              | 3:16    |  |
| 5.  | "Pretty in Pink"                                 | John Ashton, Tim Butler, Richard Butler, Vince Ely, Duncan Kilburn, Roger Morris | The Psychedelic Furs              | 4:40    |  |
| 6.  | "Shellshock"                                     | New Order, John Robie                                                            | New Order                         | 6:04    |  |
| 7.  | "Round, Round"                                   | Neville Keighley                                                                 | Belouis Some                      | 4:07    |  |
| 8.  | "Wouldn't It Be Good"                            | Nik Kershaw                                                                      | Danny Hutton Hitters              | 3:44    |  |
| 9.  | "Bring On the Dancing Horses"                    | Will Sergeant, Ian McCulloch, Les Pattinson, Pete de Freitas                     | Echo & the Bunnymen               | 3:59    |  |
| 10. | "Please, Please, Please, Let Me Get What I Want" | Johnny Marr, Morrissey                                                           | The Smiths                        | 1:51    |  |

### Singles lançados
| Ano  | Título                                                       | Artista                           | Posições nas paradas | Posições nas paradas | Posições nas paradas | Posições nas paradas | Posições nas paradas | Posições nas paradas | Posições nas paradas | Posições nas paradas |
| Ano  | Título                                                       | Artista                           | US Hot 100           | US D/P               | US D/S               | AUS                  | CA                   | IE                   | NZ                   | UK                   |
| ---- | ------------------------------------------------------------ | --------------------------------- | -------------------- | -------------------- | -------------------- | -------------------- | -------------------- | -------------------- | -------------------- | -------------------- |
| 1985 | "Bring On the Dancing Horses" - Lançamento: Novembro de 1985 | Echo & the Bunnymen               | –                    | –                    | –                    | –                    | –                    | 15                   | 31                   | 21                   |
| 1986 | "Shellshock" - Lançamento: Março de 1986                     | New Order                         | –                    | 14                   | 26                   | 23                   | –                    | 18                   | 8                    | 28                   |
| 1986 | "If You Leave" - Lançamento: 28 de abril de 1986             | Orchestral Manoeuvres in the Dark | 4                    | –                    | 31                   | 15                   | 5                    | –                    | 5                    | 48                   |
| 1986 | "Left of Center" - Lançamento: Junho de 1986                 | Suzanne Vega w/ Joe Jackson       | –                    | –                    | –                    | 35                   | –                    | 28                   | –                    | 32                   |
| 1986 | "Pretty in Pink" - Lançamento: Outubro de 1986               | The Psychedelic Furs              | 41                   | –                    | –                    | –                    | 61                   | –                    | –                    | 18                   |
| 1986 | "Round, Round"                                               | Belouis Some                      | –                    | –                    | –                    | –                    | –                    | –                    | –                    | –                    |